# Gerhard Heiland (Richter)
Gerhard Heiland (* 8. Februar 1894 in Leipzig; † 22. August 1961 in Karlsruhe) war ein deutscher Jurist und Richter des Bundesverfassungsgerichts. 

## Leben
Heilands 1913 begonnenes Studium der Rechtswissenschaft in Leipzig und Berlin wurde durch den Ersten Weltkrieg unterbrochen. Er diente als Offizier und wurde 1917 verwundet. Für seine Verdienste im Krieg wurde er mit dem Ritterkreuz des Militär-St.-Heinrichs-Ordens ausgezeichnet. 
Im Jahre 1918 legte er die erste juristische Staatsprüfung ab und promovierte im folgenden Jahr zum Doktor der Rechte. Seine Dissertation trug den Titel „Zur Frage der Idealkonkurrenz von Erpressung und Betrug“. 1921 bestand er die zweite juristische Staatsprüfung und trat als Gerichtsassessor in den sächsischen Staatsdienst ein. Im selben Jahr wurde er in eine Kommission berufen, die die Hintergründe der Ermordung von Reichsfinanzminister Matthias Erzberger untersuchen sollte. Im April 1922 erfolgte seine Ernennung zum Staatsanwalt am Landgericht Leipzig. Im Juni 1923 wurde er zum Oberregierungsrat im sächsischen Innenministerium befördert und übernahm zugleich die Leitung des Kriminalamtes Leipzig und die Stellvertretung des Polizeipräsidenten. 
Am 22. April 1933 wurde er aufgrund des Gesetzes zur Wiederherstellung des Berufsbeamtentums aus dem Dienst entlassen. Auch die Zulassung als Reichsanwalt wurde ihm verweigert. Heiland hatte sich ab 1920 als Anhänger von Friedrich Naumann in einer Reihe von überparteilichen Organisationen betätigt. Er war Mitbegründer des Republikanischen Richterbundes, des Deutschen Republikanischen Reichsbundes und der Leipziger Ortsgruppe des Reichsbanners Schwarz-Rot-Gold. Diese Vereinigungen wurden 1933 von den Nationalsozialisten verboten bzw. lösten sich auf, um einem Verbot zuvorzukommen. Heiland ging daraufhin nach Freiburg und arbeitete zwölf Jahre lang in der Versicherungsbranche.
Nach dem Krieg leitete er ab Juni 1946 als Ministerialrat das im Badischen Finanzministerium angesiedelte Landesamt für kontrollierte Vermögen und Wiedergutmachung und war in dieser Funktion an der Vorbereitung der badischen Entschädigungsgesetze beteiligt. Zudem gehörte er dem Badischen Landwirtschaftsrat an. 1951 wurde er zum Richter am Bundesgerichtshof ernannt. Dieses Amt übte er jedoch nicht aus, da er ebenfalls zum Richter des Bundesverfassungsgerichts berufen wurde. 
Heiland verstarb 1961 im Alter von 67 Jahren, als er auf der Autobahn bei Frankfurt am Main einen Herzanfall erlitt. Er war mit Paula Luise, geborene Winter, verheiratet und hatte zwei Kinder.

## Publikationen
- Zur Frage der Idealkonkurrenz von Erpressung und Betrug. Hochschulschrift, Manuskript, Universität Leipzig 1919.